# Mc Tino
 (décembre 2023).
 (décembre 2023).
La mise en forme du texte ne suit pas les recommandations de Wikipédia : il faut le « wikifier ».
Les points d'amélioration suivants sont les cas les plus fréquents. Le détail des points à revoir est peut-être précisé sur la page de discussion.
- Les titres sont pré-formatés par le logiciel. Ils ne sont ni en capitales, ni en gras.
- Le texte ne doit pas être écrit en capitales (les noms de famille non plus), ni en gras, ni en italique, ni en « petit »…
- Le gras n'est utilisé que pour surligner le titre de l'article dans l'introduction, une seule fois.
- L'italique est rarement utilisé : mots en langue étrangère, titres d'œuvres, noms de bateaux, etc.
- Les citations ne sont pas en italique mais en corps de texte normal. Elles sont entourées par des guillemets français : « et ».
- Les listes à puces sont à éviter, des paragraphes rédigés étant largement préférés. Les tableaux sont à réserver à la présentation de données structurées (résultats, etc.).
- Les appels de note de bas de page (petits chiffres en exposant, introduits par l'outil «  Source ») sont à placer entre la fin de phrase et le point final[comme ça].
- Les liens internes (vers d'autres articles de Wikipédia) sont à choisir avec parcimonie. Créez des liens vers des articles approfondissant le sujet. Les termes génériques sans rapport avec le sujet sont à éviter, ainsi que les répétitions de liens vers un même terme.
- Les liens externes sont à placer uniquement dans une section « Liens externes », à la fin de l'article. Ces liens sont à choisir avec parcimonie suivant les règles définies. Si un lien sert de source à l'article, son insertion dans le texte est à faire par les notes de bas de page.
- La présentation des références doit suivre les conventions bibliographiques. Il est recommandé d'utiliser les modèles {{Ouvrage}}, {{Chapitre}}, {{Article}}, {{Lien web}} et/ou {{Bibliographie}}. Le mode d'édition visuel peut mettre en forme automatiquement les références.
- Insérer une infobox (cadre d'informations à droite) n'est pas obligatoire pour parachever la mise en page.

Pour une aide détaillée, merci de consulter Aide:Wikification.
Si vous pensez que ces points ont été résolus, vous pouvez retirer ce bandeau et améliorer la mise en forme d'un autre article.
Kasirye Martin, communément appelé Mc Tino (né le 28 octobre 1984 à Jinja, en Ouganda, de Baramaze John et Véronique Tebasura) est un artiste rwandais et journaliste, MC et Dejeey.

## Première vie et éducation
Il a étudié à l'Université du Rwanda dans le Département d'administration des affaires (marketing) en 2010,. Il poursuit ses études en Inde, à l' Institut indien de communication de masse, où il obtient un diplôme en communication de masse.

## Carrière musicale
MC Tino a sorti son premier album, Umurima, en 2018. Il y a des chansons populaires comme Umurima, Njyewe Nawe, MULA,,,,,.
Mc Tino a été la première sélection du groupe connu sous le nom de TBB, trio musical composé de trois membres : Tino, Bob et Benja. Ils se sont séparés après la saison 6 de Primus Guma Guma Superstar  et il a commencé une carrière solo. Il travaille actuellement sous Zoliberry Music en tant que label de musique,,,,,,,,.

## Diffusion
Il anime actuellement un talk-show intitulé DUNDA Show sur KT Radio. Il a hébergé  Sonia Kayitesi, Jaysix Abdalah, Jean Paul Bujyacyera, Ladipoe, Stonebwoy, Confiance Munyaneza, Kataleya et Kandle, Marc Uwizeye  et Butera Knowless  sur son émission de radio intitulée Dunda sur KT Radio,,,,.

## Animateur
Il animait différents festivals de musique, notamment Primus Guma Guma Super Star. Il était le MC de tous les grands concerts organisés au Rwanda, parmi lesquels ceux préparés par MTN Rwanda. Mc Tino est considéré comme un Mc Leader actuel du Rwanda qu'il a commencé à diriger depuis 2007,.
Il a joué le rôle de MC lorsque Jason Derulo s'est rendu au Rwanda.